# Siwalanrejo
Siwalanrejo is een bestuurslaag in het regentschap Lamongan van de provincie Oost-Java, Indonesië. Siwalanrejo telt 1077 inwoners (volkstelling 2010).